# Station Elnes
Station Elnes (Noors: Elnes holdeplass) was een halte in Elnes in de gemeente Nittedal in fylke Viken in Noorwegen. De halte aan Gjøvikbanen werd geopend in 1932. In 2006 werd Elnes gesloten.